# Oberstiftung
Oberstiftung ist eine Ortschaft in der Stadtgemeinde Bad Leonfelden im Mühlviertel in Oberösterreich. Die Ortschaft hat 186 Einwohner (Stand: 1. Jänner 2024).

## Geographie
Die Ortschaft liegt im Leonfeldner Hochland. Sie ist Teil der Katastralgemeinde Stiftung bei Leonfelden und des Zählsprengels Bad Leonfelden-Umgebung. Zur Ortschaft Oberstiftung gehören 62 Adressen (Stand: 1. April 2020). Sie umfasst das gleichnamige Dorf Oberstiftung und einen Teil der zerstreuten Häuser Hagau (der andere Teil gehört zur Ortschaft Unterstiftung).

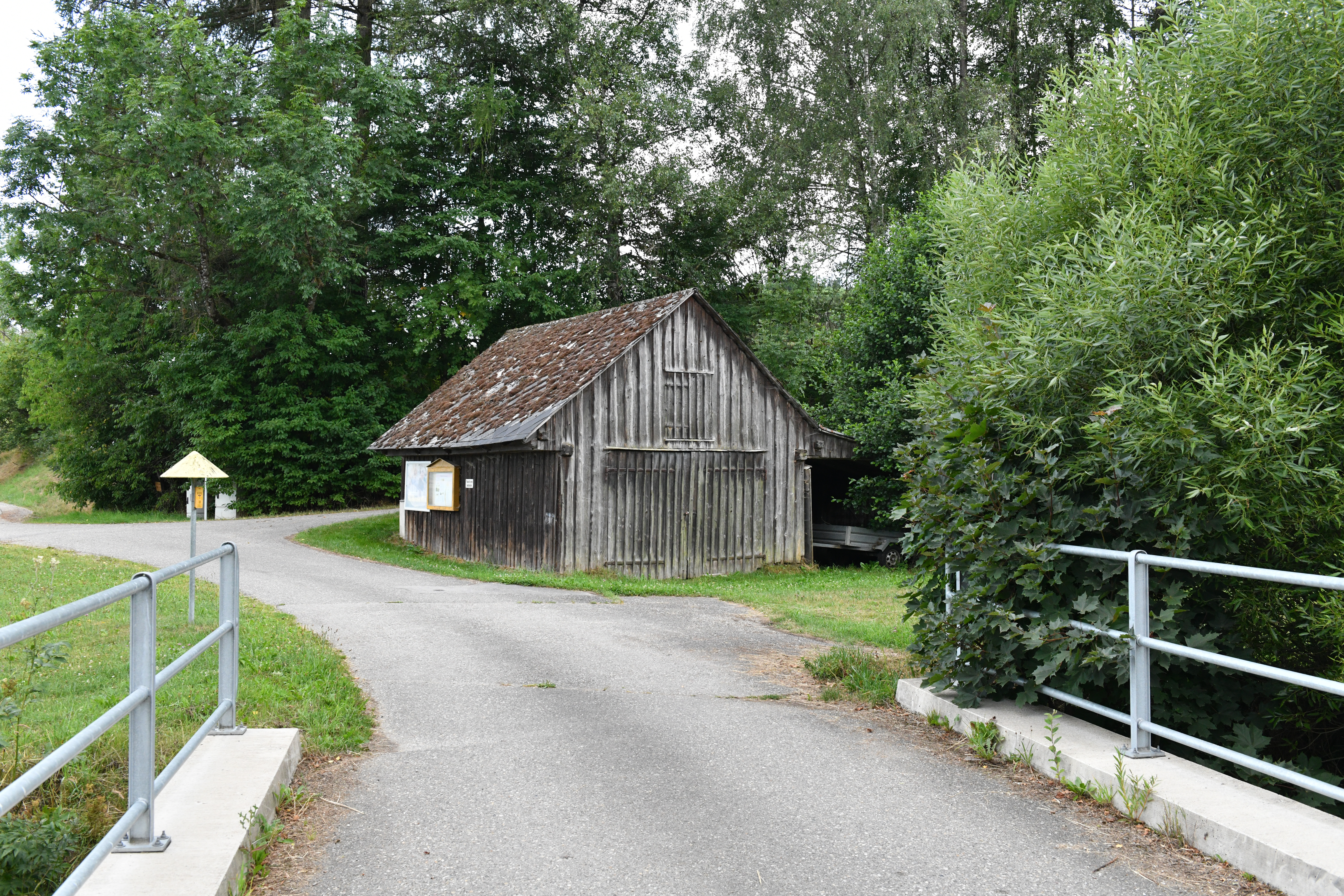
Brücke über den Steinbach in Oberstiftung

Das Dorf Oberstiftung befindet sich in den Einzugsgebieten der Großen Rodl und des Steinbachs.

## Geschichte
Oberstiftung wurde vermutlich im dritten Viertel des 13. Jahrhunderts gegründet.
Laut Adressbuch von Österreich waren im Jahr 1938 in Oberstiftung ein Hammerschmied, eine Mühle und mehrere Landwirte ansässig.

## Kultur und Sehenswürdigkeiten

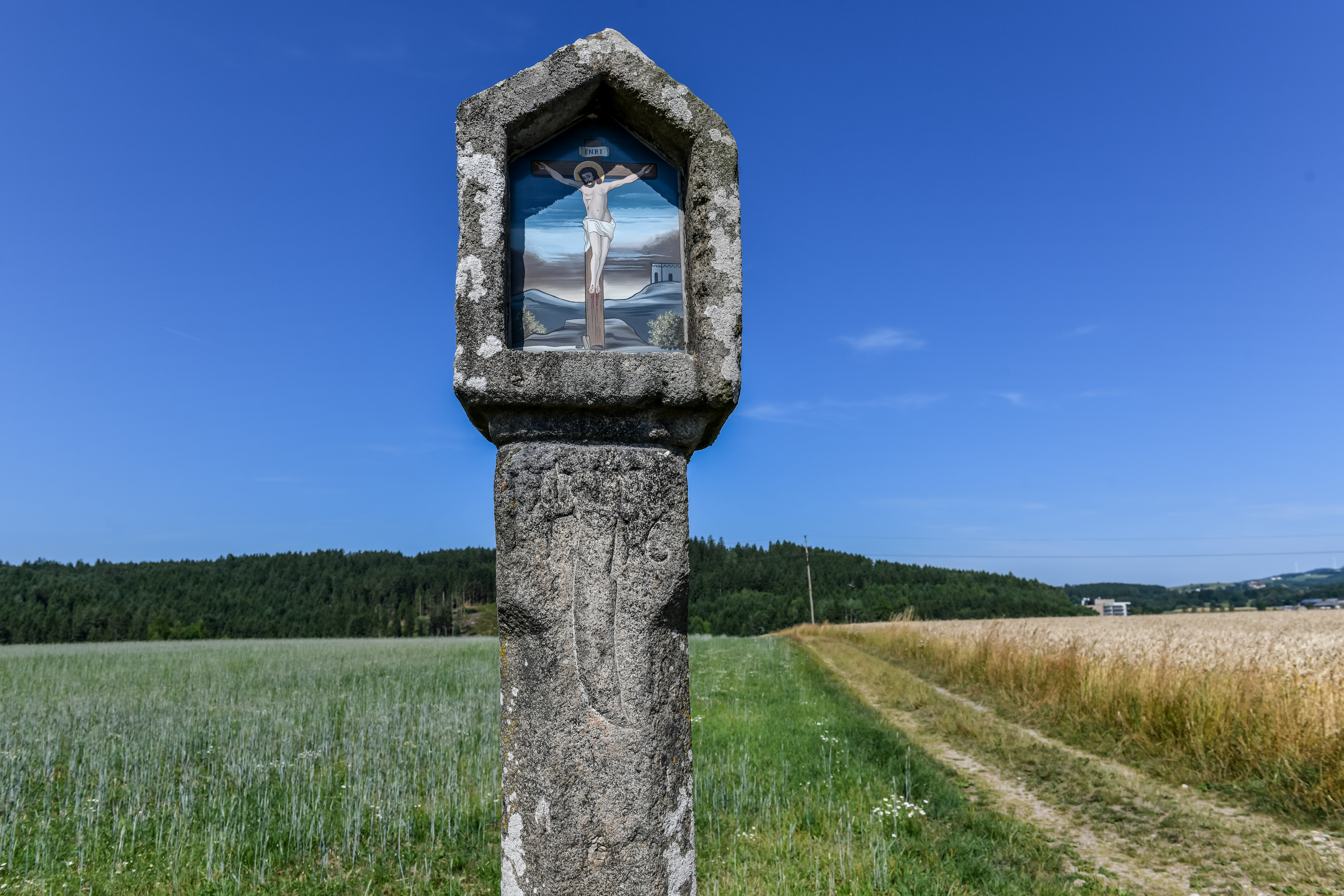
Spätgotischer Tabernakelpfeiler am Weg nach Oberstiftung 29

Das Reihendorf Oberstiftung ist von mehreren Dreiseithöfen aus dem 19. Jahrhundert geprägt, die zum Teil erweitert wurden und von denen die ursprünglichen Hausstöcke erhalten sind. Dazu zählen die Höfe Oberstiftung Nr. 7, 9, 15, 19 und 21. Bei diesen Höfen sind die meisten Hausstöcke im Steinbloßstil gestaltet. Das Portal des Hofs Oberstiftung Nr. 7 ist mit der Jahreszahl 1882 markiert. Der Hof Steingartner mit der Adresse Oberstiftung Nr. 29 wurde urkundlich bereits 1246 erwähnt und ist in seinem jetzigen Zustand ein hakenförmiger Streckhof aus dem 19. Jahrhundert. An seiner Zufahrt steht ein spätgotischer Tabernakelpfeiler, der mit der Jahreszahl 1516 bezeichnet ist und in dem ein Pflugmesser eingemeißelt ist.
Durch das Dorf Oberstiftung führen mehrere mittelschwere Radtour-Stecken: die 113,8 Kilometer lange Mühlviertler Hochland-Tour / Erwin’s Wadlbeißer-Tour, die 47,9 Kilometer lange Sternwald-Grenzland-Runde, die 26 Kilometer lange Zwettler Runde, die 19,1 Kilometer lange Brunnwald-Runde und die 10,4 Kilometer lange Stadtrunde Bad Leonfelden.

## Verkehr
Die Leonfeldener Straße (B 126) verläuft durch Oberstiftung. Es gibt eine Haltestelle Oberstiftung Bundesstraße des Regionalbusverkehrs.